# 西尔维奥·焦贝利纳
西尔维奥·焦贝利纳（義大利語：Silvio Giobellina，1954年2月28日—），瑞士男子雪车运动员。他曾代表瑞士参加1984年冬季奥林匹克运动会雪车比赛，联同海因茨·施泰特勒、乌尔斯·扎尔茨曼和里科·弗赖尔穆特获得男子四人铜牌。